# Arichanna interplagata
Arichanna interplagata är en fjärilsart som beskrevs av Achille Guenée 1858. Arichanna interplagata ingår i släktet Arichanna och familjen mätare. Inga underarter finns listade i Catalogue of Life.